# August Leopold Crelle
August Leopold Crelle, nemški matematik, * 17. marec 1780, Eichwerder pri Wriezenu, Brandenburg, † 6. oktober 1855, Berlin.
Crelle je bil ustanovitelj matematične znanstvene revije Journal für die reine und angewandte Mathematik (mogoče bolj znane pod imenom Crelleova revija) leta 1826 v Berlinu. Bil je Abelov prijatelj in je v prvem zvezku svoje revije objavil njegovih sedem člankov.
Leta 1841 so ga izbrali za tujega člana Kraljeve švedske akademije znanosti.

## Zunnje povezave
- Stran o Augustu Leopoldu Crelleu Univerze svetega Andreja (angleško)

1. 1 2  MacTutor History of Mathematics archive — 1994.
2. ↑  Encyclopædia Britannica
3. ↑  data.bnf.fr: platforma za odprte podatke — 2011.